# 貝利斯鎮區 (阿肯色州波普縣)
貝利斯鎮區（英語：Bayliss Township）是位於美國阿肯色州波普縣的一個行政鎮區。

## 地方資料
根據2010年美國人口普查的數據，貝利斯鎮區的面積為75.00平方千米，當中陸地面積為74.70平方千米，而水域面積為0.30平方千米。當地共有人口824人，而人口密度為每平方千米10人。